# کاپیتائو
کاپیتائو (به پرتغالی: Capitão) یک منطقهٔ مسکونی در برزیل است که در ریو گرانده جنوبی واقع شده‌است. کاپیتائو ۲٬۷۶۳ نفر جمعیت دارد.